# Toxopsiella australis
Toxopsiella australis är en spindelart som beskrevs av Forster 1964. Toxopsiella australis ingår i släktet Toxopsiella och familjen Cycloctenidae. Inga underarter finns listade i Catalogue of Life.